# 賈夫人 (張寔)
贾夫人（?—?），中国十六国时代前凉王張寔的妻子。
張寔和父亲张轨在西晋末年占据凉州，張寔利用和凉州大族贾氏的通婚，巩固他的统治，贾夫人的弟弟贾摹是張寔的心腹。320年，張寔被暗杀，弟弟张茂继位，之后杀死了贾摹。